# 呂光洵
呂光洵（1508年—1580年），字信卿，號沃洲，浙江紹興府新昌縣人，明朝政治人物，官至南京工部尚書。

## 生平
嘉靖十年（1531年）辛卯浙江鄉試第二十八名舉人，嘉靖十一年（1532年）聯捷壬辰科會試八十六名，廷試三甲九十二名進士，工部觀政，考選庶吉士後被明世宗取消，授任福建崇安縣知縣，母親章氏去世丁憂。復除直隸溧陽縣知縣。十八年二月擢授河南道試監察御史，十九年巡按陝西，復除江西道御史，二十三年巡按蘇松，率水師破海寇大洋中。返回京師，與仇鸞論爭馬市，一日上疏十三章。三十年九月升南京光祿寺少卿，三十一年十一月改光祿寺少卿，丁父憂歸。起復原職，三十六年九月升太僕寺少卿，三十七年四月升大理寺右少卿，三十八年三月升南京光祿寺卿，三十九年九月升應天府府尹，次月升南京大理寺卿，十一月再升都察院右副都御史、提督南京糧儲兼巡撫應天等處，四十年九月升南京工部右侍郎，不久改工部右侍郎，四十一年八月奉命提督蘆溝橋工程，九月升工部左侍郎，四十二年十一月出任都察院右都御史、巡撫雲南，鎮壓反明少數民族，進攻武定，斬土官鳳繼祖，四十四年四月升兵部尚書兼右都御史，巡撫如故。
隆慶元年（1567年）二月考滿，升南京工部尚書，四月致仕。萬曆八年（1580年）卒於家，年七十三。

## 家族
曾祖呂好和；祖父呂廷安；父呂世良；母章氏。具慶下，妻趙氏，弟呂光演；呂光泌。

## 著作
著作有《元史正要》、《三巡奏議》、《期齋集》、《皆山堂稿》、《可園詩鈔》。

## 墓葬
其墓原在新昌縣儒岙镇里越村（今稱里橋）後門山，毀於“文革”。